# Eskihamidiye, Bartın
Eskihamidiye là một xã thuộc thành phố Bartın, tỉnh Bartın, Thổ Nhĩ Kỳ. Dân số thời điểm năm 2011 là 878 người.